# 日本バスケットボールリーグ

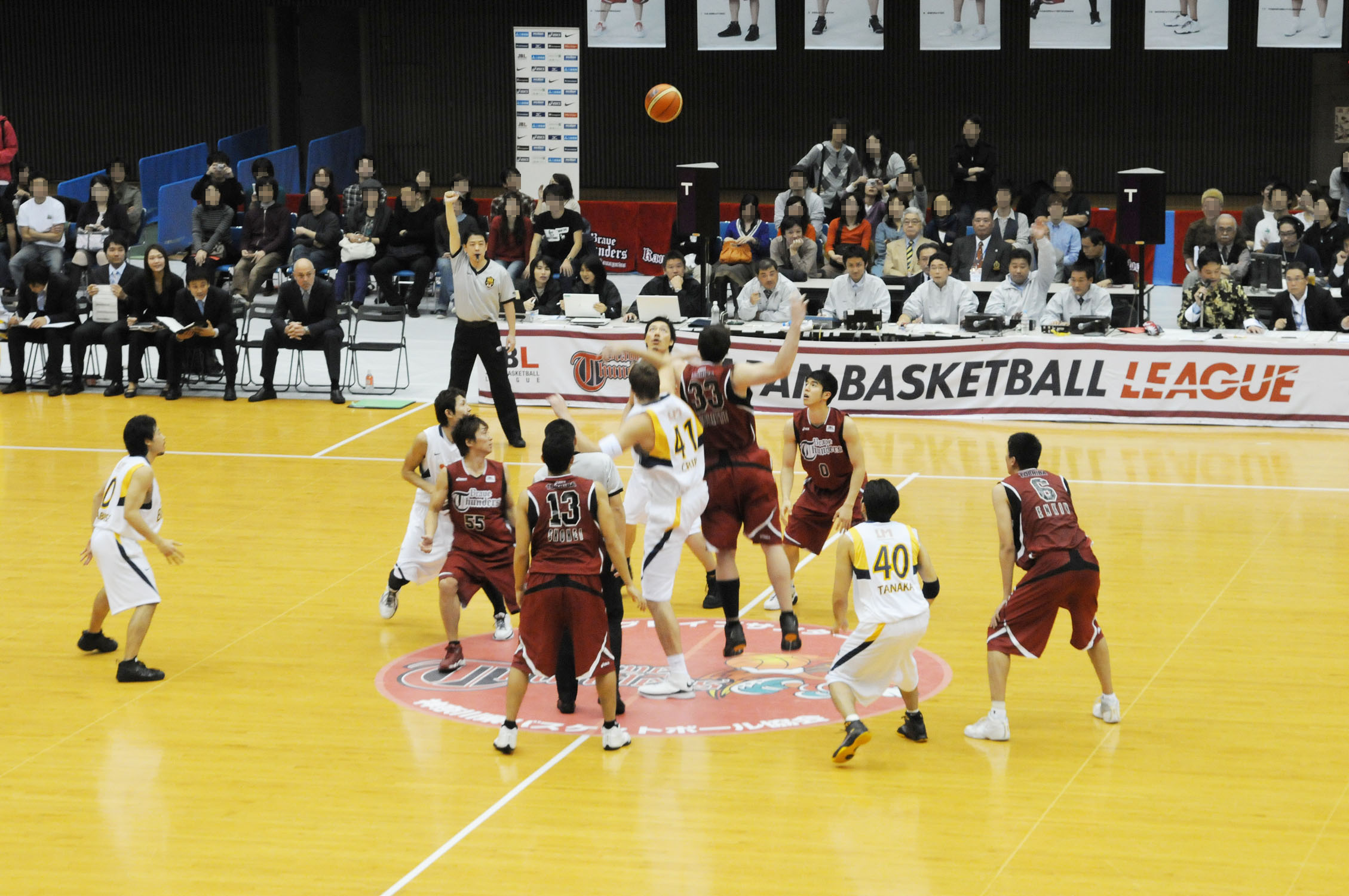
2008-2009 レギュラーシーズン、東芝対リンク栃木、ティップオフ。とどろきアリーナ。

日本バスケットボールリーグ（Japan Basketball League）は、2007年から2013年まで開かれた男子セミプロバスケットボールリーグである。略称は「JBL」。マスコミ報道では「日本リーグ」を使用することが多い。理事長は伊藤善文。
また、JBLに代わり発足されるナショナル・バスケットボール・リーグを運営する一般社団法人でもある（後述）。

## 沿革
- 2006年7月 - 参加8チームを発表
- 2006年12月 - リーグ正式名称「日本バスケットボールリーグ」（略称JBL）を発表
- 2007年5月 - オーエスジーフェニックスがJBLに脱会届を提出
- 2007年7月 - リーグ運営組織が設立される
- 2007年9月 - オーエスジーが2007-08シーズン限りでJBLより脱退し、bjリーグに転籍することが決定。栃木ブレックスの新規参入を承認。
- 2007年10月 - 初年度のシーズンが開幕
- 2008年3月 - アイシンシーホースが初代王者に輝く
- 2010年4月 - JBA、bjリーグとの3者で「次世代型トップリーグの創設に関する覚書」を締結
- 2011年1月 - レラカムイ北海道の運営会社・ファンタジアエンタテイメントを除名。
- 2011年3月 - 東北地方太平洋沖地震のためシーズンが途中で打ち切りとなる。優勝チームは無し。
- 2013年4月 - 最後のJBLシーズン終了。
- 2013年7月 - NBLを運営する一般社団法人日本バスケットボールリーグ設立[1]。

## JBL
2007年、バスケットボール日本リーグ機構（旧JBL）のスーパーリーグはプロリーグ化を前提に新リーグ日本バスケットボールリーグへ移行した。略称は引き続きJBLを使用するが、ロゴは一新された。本項では旧JBLと便宜上分ける必要がある場合「新JBL」と表現する。発足までの経緯については「プロリーグ構想 (バスケットボール)」を参照。
新JBLは協会から興行権を始めとする様々な権利の譲渡を受け、日本協会から独立した運営となる。また、トライアウトを行い段階的にプロリーグ化を進め、将来の社団法人化を目指していた。
当初参加チームを募集した結果、旧JBLスーパーリーグ傘下の7チーム、および当時の2部組織であった旧日本リーグの1チーム、その他の一般公募2チームを含めた参入内定10チームとして発表してリーグ戦を行う予定だった。その後、旧日本リーグ・一般公募の3チームについては財政基盤や選手補強など運営面の状況を踏まえて審査した結果、レラカムイ北海道のみの参入を認め、残った栃木ブレックスと千葉ピアスアローバジャーズの2チームの加盟は保留となり、8チームでの開幕となった。
旧日本リーグはJBL2に移行したが、入れ替えは行わず、JBLへの昇格も1チームのみにとどまった。

### 旧JBLとの違い
- 興行権
旧JBLでは興行権はすべて日本協会が地方協会に販売していた。それゆえ、入場料及び放映権料などの興行収入はチームに入らず、スポンサーからの支援がなければチーム運営は成り立たないため、実業団以外のチームにとっては非常に不利なシステムとなり新潟アルビレックスのリーグ脱退やそれに代わって参入した福岡レッドファルコンズのシーズン途中での解散に至った。そこで新JBLでは、興行権を協会から譲り受け、さらにそれをチームに譲渡し、興行収入がチームに直接入るようになった。なお興行権の行使は任意であり、行使しないチームはJBLの関連会社である日本バスケットボールオペレーションズ（JBO）が保持する。
- ホームタウン制度
スーパーリーグでも存在していたが、新JBLではそれをさらに強化。ホーム・アンド・アウェーを中心にレギュラーシーズンを組み、主管チームが独自の演出により試合を盛り上げていく。シーズンの3分の2以上を各チームのホームタウンで開催。2009-10シーズンからはリーグ主管の試合を廃止の上、いずれか一方のホームゲームとして開催する。

### 新トップリーグへ
2013年から新トップリーグとしてナショナル・バスケットボール・リーグ（NBL）が発足された。これに伴い、1967年より組織及び正式名称を変えながら続いてきた「日本リーグ」「JBL」は同年を以って46年の歴史に幕を降ろすことになった。
当初はJBLとbjリーグの統合による完全トッププロリーグを目指したが、企業チームがプロ化に難色を示したため、企業チーム維持での参加を条件付で認め、これにbjリーグ側が反発。結果、初年度のbjからの参加は千葉ジェッツのみにとどまった。また、パナソニックは休部のためNBLへの参加は取り下げとなった。パナソニックを除くJBL7チームはNBLに参加。

### 参加チーム
- 太字はスーパーリーグからの継続参戦。
- 興行権については、◎：プロチーム、○：自社で保持、△：外部委託、×：JBOとする。

#### NBL参入チーム
| チーム                           | ホームタウン             | 加入年度 | 興行権 | 備考                     |
| -------------------------------- | ------------------------ | -------- | ------ | ------------------------ |
| レバンガ北海道                   | 北海道                   | 2011     | ◎      | 旧レラカムイ北海道の後継 |
| リンク栃木ブレックス             | 栃木県                   | 2008     | ◎      | JBL2より昇格             |
| 日立サンロッカーズ               | 東京都                   | 2007     | ×      |                          |
| 東芝ブレイブサンダース           | 神奈川県川崎市、横須賀市 | 2007     | × ↓ △  |                          |
| トヨタ自動車アルバルク           | 東京都府中市             | 2007     | ×      |                          |
| アイシンシーホース               | 愛知県刈谷市、三河地区   | 2007     | ×      |                          |
| 三菱電機ダイヤモンドドルフィンズ | 愛知県名古屋市           | 2007     | ○      |                          |

#### 過去の参加チーム
| チーム                                         | ホームタウン | 在籍年度  | 興行権 | 備考 |
| ---------------------------------------------- | ------------ | --------- | ------ | --- |
| パナソニックトライアンズ                       | 大阪府枚方市 | 2007-2013 | × ↓ △  | 2013年限りで休部 NBL参加権は和歌山トライアンズへ譲渡 |
| レラカムイ北海道 →北海道バスケットボールクラブ | 北海道       | 2007-2011 | ◎ ↓ ×  | 2010-11シーズン途中で運営会社除名処分 シーズン終了までJBOが暫定的に承継し、北海道バスケットボールクラブへ名称変更 2011-12シーズンからはレバンガ北海道が参加 |
| オーエスジーフェニックス東三河                 | 愛知県東三河 | 2007-2008 | ○      | 浜松・東三河フェニックスとしてbjリーグへ転籍 |

### 年会費
参加チームは年会費として1000万円をJBLに支払う。レラカムイ北海道の運営会社、ファンタジアエンタテイメントがJBLから除名された際、年会費を滞納していたことが除名理由の一つになった。

### 新規参入
JBLは新規参入チームを公募し、審査の上でJBLに加入させチームの増加を行っていく予定であった。法人として設立された上で、トップリーグに相応しい競技力とホームタウンを持つ事が条件である。
2008-09年度はオーエスジー転籍のためJBL2のチームの中からリンク栃木ブレックスの1チームを選んだ。2009-10年度以降はJBL2所属の有無は無関係に条件を満たした団体から選出する。2009-10年度の応募期間は2007年10月9日～2008年3月31日で、新規参入チーム内定は2008年6月30日だったが、応募チームは1チームもなかった。
原因は
- 日本バスケットボール協会の執行部派と反執行部派の内紛によるJBLのイメージダウン
- JBLが完全プロ化されたバスケットボールリーグでないこと(現在でも、JBL参加チームの多くが実業団チームであり、プロ化そのものにも反対している。これが原因となり、プロ化志向の強いオーエスジーがbjリーグに転籍した)
- bjリーグの方が運営費が安く済む(bjリーグには2009−2010シーズンの新規参入を希望した団体が6団体あった)

などが挙げられる。
16チーム2ディビジョン制を目指していた。

### 大会

#### レギュラーシーズン
8チームによる6回戦総当たりリーグ戦で行われる。ホームゲームは各チーム主管20〜22試合で、そのうち3分の2をチーム活動区域で、残りを中立地域で開催する。1月は全日本総合バスケットボール選手権大会の中断後、後半戦に入る。
2008-09シーズンまでは5回戦総当りで、2回戦ホーム・アンド・アウェーの他、リーグカード（リーグ主管の試合）各1回戦が行われていた。リーグカードは基本的には中立地域での開催であるが、いずれかのチームのホームで開催される試合もあった。

#### プレーオフ
レギュラーシーズン上位4チームによる順位決定戦。レギュラーシーズン1位vs4位、2位vs3位による2戦先勝方式のセミファイナルとセミファイナルの勝者2チームによる3戦先勝方式のファイナルで構成。セミファイナルは2010-11シーズンよりホーム・アンド・アウェー方式を採用

#### オールスター
JBLオールスターゲームは、ファン投票・監督推薦で選出された選手による2チームの対戦により行われる。

#### 過去の大会
リーグカップ
- 大会名称はJBL CHALLENGE CUP 2007。初年度レギュラーシーズン開幕前に行われた8チームによるトーナメント戦

### 競技ルール
- 全公式試合において、国際バスケットボール連盟（FIBA）競技規則を採用。
- 審判員はレギュラーシーズン・プレーオフいずれも3人制とする。

#### TVタイムアウト
JBLでは通常のタイムアウト（レギュラータイムアウト）の他に「TVタイムアウト」と呼ばれる独自のタイムアウトを実施する。第1・3ピリオドはそれぞれ最初の2回、第2・4ピリオドはそれぞれ最初の1回のタイムアウトをTVタイムアウトとして90秒間とる。TVタイムアウトを使った後は60秒のタイムアウトとなる。タイムアウトは1チームにつき前半2回、後半3回与えられる。このTVタイムアウトは日本で開催された2006年バスケットボール世界選手権でも採用された。
これに近いものとしてbjリーグ、NBAで「オフィシャルタイムアウト」が存在する。

### 選手登録

#### 区分
登録区分はI種とII種の2種類。
- I種は社員以外の選手を総称したもの。業務委託契約選手（プロ）の他に、嘱託・契約社員（セミプロ）、学生などを含む。興行権を自社で持つチームの所属選手はすべてI種となる。
- II種は社員選手（純アマチュア）を意味する。

#### 登録枠
- リーグ登録選手は1チーム12名以上16名以内。
- 外国籍選手は1チーム2名以内だが、同時試合出場枠（オン・ザ・コート）は1チーム1名以内（2007-08は経過措置としてオン・ザ・コート2名可）。日本人帰化選手は1チーム1名以内。

#### 登録期限・移籍
「JBLチーム登録申請書」および「JBL選手登録書」をJBLに提出の上で選手登録を行う。
- ファイナル終了翌日から1ヶ月間（2009年までは4月30日まで）を継続契約交渉期間と定め、その期間中にチームは前年度契約選手に対し独占的に継続契約を求める交渉を行うことができる。
- 継続契約に至らなかった選手については「移籍選手リスト登録申請書」を提出の上で移籍選手リストに記載され随時公示される。また、継続契約交渉期間内に所属チームと契約できなかった選手は自動的にリストに記載される。JBLから脱退したチームは全選手リストに公示される。移籍リストに記載された選手は翌日より移籍交渉責任者を介して移籍交渉が可能になる。なお、リストに公示された選手は、休廃部を伴うJBL脱退を除き元のチームとの再契約も可。リスト入りはフリーエージェントとほぼ同じ状態である。
- 引退する場合も引退選手リストまたは移籍選手リストに登録される必要がある。引退選手リスト入りから1年間はJBL・JBL2チームとの契約は不可となるが、JBL・JBL2外のチーム（bjリーグ、実業団連盟、クラブ連盟、海外など）との契約は可。
- 選手の移籍が合意に至った場合、移籍先のチームは移籍元のチームに対し、「移籍承諾申請書」を提出し、申請書を受領後、移籍先に対して「移籍承諾書」を発行する。移籍先から承諾書がJBLに提出され、登録となる。
- 実業団連盟やクラブ連盟の選手との契約は、前所属チームとの登録抹消及び移籍承諾書提出を要したが、2008-09シーズンより前所属の承諾のみで可能になった。bjリーグ球団との移籍は取り決めがないためそれぞれのチームとの合意があれば可。ただし、JBLからの移籍はJBL間同様移籍選手リストまたは引退選手リストへの登録を要する。
- レギュラーシーズンの残り3分の1の開始前（正確にはレギュラーシーズンの3分の2を消化する7日前）までを最終登録期限と定め、選手登録の抹消、登録選手枠内での新規登録選手、移籍選手の追加登録が可能。外国人選手の入替も可能になった（旧JBLでは不可だった）。また、2008-09シーズンからは最終登録期限までの日本人選手登録枠1名に対して1回のみ新規登録選手、移籍選手への入替も可能になった。2010-11シーズンからは2回までに拡大。なお、シーズン中にリスト入りした選手はシーズン終了まで前所属チームに復帰できない。

### 歴代優勝チーム
| 回 | 年        | レギュラーシーズン | レギュラーシーズン | プレーオフ                                       | プレーオフ                                       | プレーオフ                                       | プレーオフ                                       |
| 回 | 年        | 1位                | MVP                | 優勝                                             | ファイナル                                       | 準優勝                                           | MVP                                              |
| -- | --------- | ------------------ | ------------------ | ------------------------------------------------ | ------------------------------------------------ | ------------------------------------------------ | ------------------------------------------------ |
| 1  | 2007-2008 | アイシンシーホース | 柏木真介           | アイシンシーホース                               | 3 - 2                                            | トヨタ自動車アルバルク                           | 柏木真介                                         |
| 2  | 2008-2009 | アイシンシーホース | 竹内公輔           | アイシンシーホース                               | 3 - 1                                            | 日立サンロッカーズ                               | 竹内公輔                                         |
| 3  | 2009-2010 | アイシンシーホース | 竹内公輔           | リンク栃木ブレックス                             | 3 - 0                                            | アイシンシーホース                               | 田臥勇太                                         |
| 4  | 2010-2011 | アイシンシーホース | 桜木ジェイアール   | 優勝なし（東北地方太平洋沖地震の影響で打ち切り） | 優勝なし（東北地方太平洋沖地震の影響で打ち切り） | 優勝なし（東北地方太平洋沖地震の影響で打ち切り） | 優勝なし（東北地方太平洋沖地震の影響で打ち切り） |
| 5  | 2011-2012 | アイシンシーホース | 桜木ジェイアール   | トヨタ自動車アルバルク                           | 3 - 1                                            | アイシンシーホース                               | フィリップ・リッチー                             |
| 6  | 2012-2013 | アイシンシーホース | 桜木ジェイアール   | アイシンシーホース                               | 3 - 2                                            | 東芝ブレイブサンダース                           | 桜木ジェイアール                                 |

### 各種タイトル
2009-2010シーズンでは、以下の表彰が行われる。
- レギュラーシーズン表彰
  - レギュラーシーズン1位…レギュラーシーズン最終順位が1位のチーム
  - レギュラーシーズンMVP…レギュラーシーズンを通し、最も活躍した選手
  - ベスト5…レギュラーシーズンを通し、ポジション別に最も活躍した選手（各ポジション1名)
  - リーダーズ（8部門）…得点・アシスト・リバウンド・野投成功率・フリースロー成功率・3P成功率・スティール・ブロックショット、各部門1位の選手

- シーズン表彰
  - JBL 2009-2010優勝…プレーオフで優勝したチームをJBL 2009-2010優勝チームとする
  - プレーオフMVP…プレーオフで最も活躍した選手
  - ルーキー・オブ・ザ・イヤー…シーズンを通し、最も活躍した新人選手（JBL新規登録選手が対象）
  - コーチ・オブ・ザ・イヤー…シーズンを通し、最もチームの勝利に貢献したコーチ
  - レフェリー･オブ･ザ･イヤー…シーズンを通し、最も優秀な審判員
  - 特別賞・功労賞…上記の賞には該当しないが、リーグに貢献した選手またはチーム

- その他
  - 年間ベスト5賞…全日本総合バスケットボール選手権大会などリーグ外も含めた公式戦を通し、最も活躍した選手

### 放送について
2008-09シーズンは、スカイ・A sports＋で録画を中心に（一部生中継もあり）、オールスター・プレーオフも中継する。主に、関西地区で開催される試合を中心に中継する（スーパーリーグ時代から中継）。
また、興行権を行使するチームでは地元地上波あるいはCATVで試合中継を行う場合もある。これまでの放送実績及び放送が予定される地元地上波あるいはCATVは、北海道が北海道放送・北海道テレビ放送・テレビ北海道、栃木がとちぎテレビ、三菱電機がスターキャットチャンネルとなっている。なお、北海道テレビ・とちぎテレビ・スターキャットでの放送は原則スカイ・エーとの共同制作であり、後日録画中継で配信している。
2008年11月22日に金沢市総合体育館で開催されたアイシンvs日立戦は24日に地元局である北陸放送で録画中継された。
なお、2007-08シーズンには、BS-i及びTBSチャンネルでも中継していた。こちらは、主に関東地区で開催された試合を中心にレギュラーシーズンを基本的に毎週1試合、プレーオフを放送していた。番組名は「DUNK J JAPAN BASKETBALL LEAGUE」。
2011-12シーズンには栃木戦が栃木放送で2回、ラジオ生中継されている。

### 課題

#### 完全プロ化への道
- JBLは現在、8チーム中3チームしかオールプロのチームでなく、5チームが未だにプロアマ混成のチームである(東芝を除けばほとんどの選手がI種契約をしている)。現在、世界の50カ国以上においてプロリーグが存在しており、日本協会も1990年代以降、プロリーグ化を検討してきた。しかし、結論は出ず、JBLスーパーリーグの新潟アルビレックスBBとJBL日本リーグのさいたまブロンコスが脱退し、bjリーグを創設するに至った。さらに、2007-2008シーズン終了後にはオーエスジーが浜松・東三河フェニックスとして転籍するなど、オールプロでないことによる影響は小さくない。他にも、TBSが1シーズン限りでJBLの試合中継を取りやめたり(スカイ・A sports＋も放送数が減少)、JBLの新規参入チームがないなど、深刻な事態を招いている。さらに、JBL改組後のプレーオフ上位がプロアマ混成チームで占められるという、オールプロチームとの逆転現象が生じており、その是正が求められている。
- また、トヨタのようにプロ化に反対するチームの存在も、プロ化が進まない要因となっている。トヨタの場合には、bjリーグへの移籍やbjリーグ出身選手との契約を一切行わないばかりでなく、いかなる理由でもbjリーグの選手・スタッフ・関係者に接触した場合には、最悪の場合契約解除もありうるという見解を示している。
- プロ化反対の立場を取る理由としては、長引く景気低迷に伴い企業がスポーツに多額の出費をできない現状がある。JBLの企業チームの場合、バスケットボールの他にサッカーやモータースポーツなどのプロスポーツのスポンサーとなっていて、バスケットボールに手が回らないということも影響している。興行権を持つ場合、試合に関わる収入をチームのものにすることができる反面、試合運営もすべてチームで賄う故に経費も増大する。そのため、入場料等の収入がなければ逆に赤字を増やす結果となる。さらに2008年以降は世界金融危機の影響も重なり、プロアマ混成チームは人件費のかかる登録I種を縮小する（プロ契約選手を解除する一方で新人を社員として加入させたり、前所属チームとプロ契約していた選手を移籍先ではII種登録にするなど）傾向にあるため、JBLが目指す完全プロ化に逆行していることも懸念されている。

#### bjリーグとの関係正常化
前述のように、bjリーグは日本連盟から脱退したチームが創設したリーグであるため、創設当初は日本連盟は一切関わらない姿勢を見せていたが、世界選手権における混乱などにより、近年は関係正常化へ模索している状況である。近年ではbjリーグでプレーした選手がJBLに移籍する傾向も見られる。
2010年には日本協会・JBL・bjリーグの3者で次世代型トップリーグの創設に関する覚書を調印した他、アジア大会では石崎巧がbjリーグ所属選手として初めて日本代表に選出された。

#### 企業チームとプロチームの逆転現象
JBL所属8チームの内訳は企業6チームとプロ2チームで、企業チームが圧倒している。また、これらの企業チームは1990年代あるいはそれ以前からトップリーグに在籍する一方、プロチームは新JBL発足以降に結成された新しいチームである。そのため資金力でも企業チームの方が著しく勝っており、プロ選手と比べ給与こそ少ないものの一般社員と同じように手厚い補償も受けられる。一方、プロチームは練習環境も補償も劣悪な中で競技に専念することを強いられている。それでもリンク栃木は2009-10シーズンに初優勝を果たすも、もうひとつのプロチームである北海道は当初の運営法人が経営問題で除名され、成績面でもプレーオフまで辿りつけていない。

### マスコット
- Hoopy（フーピー）

### オフィシャルソング
- 2007-2008年度　B'z「純情ACTION」

### スポンサー
オフィシャルパートナー
- 三菱電機（2008-2009シーズンより、三菱電機ダイヤモンドドルフィンズの親会社でもある）

オフィシャルサプライヤー
- モルテン
- アシックス
- コンバースジャパン
- ゴールドウイン
- ミズノ
- ナイキ（2008-2009シーズンより）
- 大塚製薬

過去のオフィシャルサプライヤー
- ブル・ファイト

## 一般社団法人日本バスケットボールリーグ
リーグ名としての日本バスケットボールリーグは前出の通り2013年を以って終了したが、その後身であるNBLを運営する組織として、7月1日付で公益財団法人日本バスケットボール協会 新リーグ運営本部を発展的解消する形で一般社団法人日本バスケットボールリーグが設立された。
なお、下部リーグに当たるナショナル・バスケットボール・デベロップメント・リーグ（NBDL）は、別組織として日本バスケットボール育成リーグを設立する。

### 理事会
| 役職     | 名前       | 肩書き                                             |
| -------- | ---------- | -------------------------------------------------- |
| 代表理事 | 丸尾充     |                                                    |
| 副理事長 | 堀井幹也   | JBA強化本部副本部長                                |
| 理事     | 阿部哲也   | NBLレフェリーディレクター                          |
| 理事     | 小栗弘     | 三菱電機名古屋                                     |
| 理事     | 川井圭司   | 同志社大学政策学部教授                             |
| 理事     | 小見山一   | 博報堂                                             |
| 理事     | 島田慎二   | 株式会社ASPE代表取締役                             |
| 理事     | 田中浩一   | アスリートグリーン兵庫代表取締役                   |
| 理事     | 橋本信雄   | EABAテクニカルディレクター・FIBA国際コミッショナー |
| 理事     | 長谷川聖児 | トヨタ東京                                         |
| 理事     | 吉田長寿   | JBA常勤理事                                        |
| 監事     | 森崎秀昭   | 弁護士                                             |